# Tragödie einer Leidenschaft

Tragödie einer Leidenschaft est un film dramatique allemand réalisé en 1949 par Kurt Meisel.

## Synopsis
Soue le règne du Tsar en Russie, le vieux Pawlin travaille comme gestionnaire immobilier pour Anna Ivovna, une propriétaire d’appartement sans cœur, intrigante et calculatrice. Le gardien, dans l’esprit de son patron, ne montre généralement aucune pitié si l’un des locataires ne peut pas payer le loyer. Lorsque la petite Ljuba, dont la mère meurt dans l’un des appartements loués, devient orphelin, Pawlin prend le petit sans le sou chez lui et avec tout son amour et ses soins, devient un substitut complet du père. À l’âge de 14 ans, Ljuba est déjà une beauté, et finalement elle devient l’amante du fils d’Anna Ivovna, l’officier maladroit Woldemar, appelé Dodja. Comme Ljuba ne peut pas vivre sous le même toit avec Lodya pour des raisons morales ou professionnelles, Anna Ivovna persuade la jeune femme d’épouser Pavlin. Profondément déçu par la position de Dodja à ce sujet, Ljuba accepte finalement. Ce n’est pas tant l’énorme différence d’âge entre son mari et elle qui dérange Ljuba. Non, plutôt, Ljuba a une certaine idée de son avenir, et cela signifie l’avancement social. Il n’y a pas de place pour le laquais d’un comte, qui est Pawlin à la fin.
Déjà lors de la nuit de noces, Ljuba revient dans les bras de Dodja. Pawlin continue d’être déterminé par un amour presque soumis et idolâtre pour Ljuba. Il fait toutes les tâches ménagères et lui laisse toutes ses économies. L’argent va directement à l’amant de Ljuba, car Dodja mène un style de vie somptueux qu’il ne peut pas financer seul. Pawlin se rend compte qu’il ne peut pas garder Ljuba à la longue et la libère pour Dodja, à condition que ce Tunichtgut épouse Ljuba après son divorce d’avec elle. Pendant ce temps, la jeune femme de Dodja tombe enceinte et l’officier se glisse de plus en plus sur la touche. Dodja est placé en garde à vue puis banni par son régiment au loin. Ljuba le suit en Sibérie, toujours surveillé par Pawlin, qui la suit comme une ombre pour assurer son intégrité. Finalement, Pawlin force Dodya, qui ne veut pas se marier, à épouser Ljuba. Mais il continue de s’adonner au jeu. Maintenant, l’ancien gestionnaire immobilier est obligé de créer enfin des faits. Lorsque Dodja veut sacrifier sa femme Ljuba comme dernière mission à la table de jeu, le vieil homme intervient et poignarde l’officier dépravé.

## Distribution
- Joanna Maria Gorvin : Liuba Andreovwna, une jeune femme amoureuse d'un bel officier mais qui épouse un portier, qui fut son bienfaiteur depuis l'enfance
- Hermine Körner : Anna Iwanowna, la très riche parente de Liuba et mère de Dodja, une femme dure et sans cœur
- Carl Kuhlmann : Pawlin Pinonow, le portier de l'immeuble d'Anna Iwanowna, qui élève Liuba après la mort de sa mère
- Friedrich Schoenfelder : Wladimir Alexandrowitsch dit Dodja, le fils d'Anna Iwanowna, un officier dépensier et coureur de jupons, dont Liuba tombe follement amoureuse
- Nicolas Koline : Kolja, le vieil homme à tout faire de l'immeuble d'Anna Iwanowna, au gosier en pente mais au cœur d'or
- Edith Schultze-Westrum : Madame Berowska
- Ferdinand Anton : Sascha, l'ami de Sergej